# Shadow Warrior 2
Shadow Warrior 2 es un videojuego de disparos en primera persona desarrollado por el estudio independiente Flying Wild Hog y publicado por Devolver Digital. Es la continuación del Shadow Warrior 2013, el reinicio del original de 1997. El juego fue lanzado para Microsoft Windows en octubre de 2016, y para PlayStation 4 y Xbox One en mayo de 2017.

## Historia
Han pasado cinco años desde que Lo Wang rompiera su alianza con su deshonesto jefe de aquel entonces y los dioses ancestrales del reino de las sombras. Pese a sus nobles intenciones, los esfuerzos de Lo Wang por aniquilar la oscuridad corrompieron el mundo, creando un extraño y salvaje nuevo orden en el que humanos y demonios vivían juntos.
El guerrero antaño temido ahora vive en tierras nuevas; en constante metamorfosis, lejos del alcance de sus enemigos y del resplandor del neón de la metrópolis cibernética de Zilla, sobreviviendo a duras penas como espadachín a sueldo para los clanes yakuzas locales. Pero, cuando una sencilla misión sale mal, Lo Wang se ve envuelto en un delicado conflicto entre una joven científica, la controvertida líder de un culto y una nueva y aterradora droga conocida como shade. Nuestro deslenguado héroe deberá volver a empuñar letales espadas, armas de fuego asombrosas y magia de origen arcaico para purgar el mal del mundo.

## Modo de juego
Shadow Warrior 2 se puede jugar en modo para un solo jugador o en un nuevo modo cooperativo para 4 jugadores. En modo cooperativo, cada jugador experimenta la narración como Lo Wang pero ve a otros jugadores como diferentes ninjas anónimos.
Los entornos de nivel son más abiertos y no lineales que en el título anterior. Se han agregado nuevas mecánicas transversales, como muros de escalada y saltos dobles para permitir más exploración. La estructura de la misión en Shadow Warrior 2 está menos restringida que su predecesora, los jugadores ahora pueden volver a misiones anteriores para volver a enfrentarse a los enemigos del pasado con el fin de actualizar las habilidades de Wang. El juego presenta un área central donde el jugador puede adquirir misiones y actualizar sus habilidades antes de comenzar una misión. Cada misión, excepto eventos específicos de la historia, contará con diseño y contenido de niveles generados aleatoriamente, incluidos diseños de mapas aleatorios, posiciones enemigas, terreno, edificios y condiciones climáticas. El juego utiliza un sistema de daño de procedimiento que permite a los jugadores cortar y volar las extremidades y partes del cuerpo del enemigo.
El juego presenta más de 70 armas diferentes, que varían entre armas de fuego y cuchillas. Al matar enemigos, subirás de nivel las armas y recompensara al jugador con gemas para aumentar su equipo con una serie de ventajas.

## Recepción
Shadow Warrior 2 recibió críticas "generalmente favorables", de acuerdo con Metacritic.
El puntaje de Zack Furniss de 7/10 en Destructoid dice que "sólido y definitivamente tiene una audiencia. Podría haber algunas fallas difíciles de ignorar, pero la experiencia es divertida".
Jonathan Leack de Game Revolution le otorgó 4 de 5 estrellas diciendo que "Shadow Warrior 2 está en posición de convertirse en el principal durmiente de otoño de 2016 ya que no hay muchos jugadores hablando de eso, y ciertamente no hay mucho en el camino de un marketing campaña. Incluso entonces, su dinámica de juego está tan bien ejecutada que podría caminar entre los juegos más grandes de este año. Si estás buscando un juego divertido en cooperativo en línea para jugar con amigos, este podría ser el juego para ti. no esperes una historia satisfactoria".
Leif Johnson de IGN le dio al juego un puntaje de 8.6 / 10 con el consenso "Las estúpidas bromas de Wang me mantuvieron sonriendo de principio a fin, y la variedad de combates cuerpo a cuerpo y a distancia y el botín que salieron de él fueron tan satisfactorios que volví con amigos por más. Es muy divertido solo o cooperativo, y su pequeño grado de aleatorización es suficiente para mantener la acción".
78/100 fue el puntaje de James Davenport en PC Gamer y dijo que "el combate de Shadow Warrior 2 es alegremente expresivo y variado, pero socavado por el humor cansado y anticuado".
El puntaje 5/10 de Carli Velocci en Polygon decía que "Shadow Warrior 2 es un juego sobre cortar y disparar a través de hordas de monstruos y soldados. Es una configuración tan clásica como el género del tirador en ese sentido. Un jugador ansioso por hackear algunos los demonios podrían ser mucho peores, pero todo lo demás sobre Shadow Warrior 2 se siente vacío. Los personajes no tienen vida, las bromas no son divertidas, la historia no tiene valor, y los niveles son repetitivos. Puede haber un lugar para un estilo de 1997. juego en 2016 - algo simple con un enfoque estrecho que juega en muchas de las tradiciones aburridas, sexistas y perezosas que los juegos han dejado atrás, pero Shadow Warrior 2 no es suficiente".